# Hippach
Hippach je obec v Rakousku ve spolkové zemi Tyrolsko v okrese Schwaz.
Žije zde 1 371 obyvatel (1. 1. 2011).